# Sara Cavaliere
 (mars 2020).
Sara Cavaliere est une scientifique italienne, maître de conférences en chimie et sciences des matériaux travaillant pour le CNRS. Elle est récipiendaire de la Médaille de bronze du CNRS 2017.

## Biographie
Cavaliere obtient un master de chimie à l’université de Milan puis un doctorat à l'Institut Lavoisier de Versailles et fait un post-doctorat à l’université de Fribourg en Suisse.
Après sa formation, elle occupe un poste d’attachée temporaire d'enseignement et de recherche à l’université de Lyon. 
Depuis 2009, elle est maître de conférences à l’université de Montpellier et est affecté à Institut Charles Gerhardt Montpellier (ICGM). En 2013, elle obtient une bourse ERC Starting Grant du Conseil européen de la recherche.
En 2016, elle organise le premier congrès international Electrospinning for energy. Le 1er janvier 2017, elle est nommée membre junior de l'Institut universitaire de France pour cinq ans.

## Distinctions et récompenses
- Médaille de bronze du CNRS 2017